# Andriana hancocki
Espèce
Synonymes
- Hybotettix hancocki Bruner, 1910

Statut de conservation UICN

 CR  : 
En danger critique
Andriana hancocki est une espèce d'insectes orthoptères de la famille des Tetrigidae.

## Distribution
Cette espèce est endémique de Madagascar. Elle a été observée vers Fenoarivo Atsinanana dans le nord-est de l'île.

## Habitat
Elle vit dans la forêt tropicale humide de plaine.

## Description
Le mâle holotype mesure 16,5 mm.

## Publication originale
- Bruner, 1910 : Acridoidea from Madagascar, Comoro Islands and Eastern Africa. Reise in Ostafrika in den Jahren 1903-1905: mit Mitteln der Hermann und Elise geb. Heckmann Wentzel-Stiftung: Wissenschaftliche Ergebnisse, vol. 2, p. 623-644 (texte intégral).